# كارلوس شاكون جاليندو
كارلوس شاكون جاليندو (12 ديسمبر 1934 - 17 فبراير 2021) سياسي من بيرو. شغل منصب عمدة مقاطعة كوسكو من عام 1967 إلى عام 1969 ومرة أخرى من عام 1987 إلى عام 1989.

## السيرة الشخصية
درس جاليندو في والجامعة الوطنية للقديس أنتوني رئيس الأباتي في كوزكو، حيث شغل منصب عميد كلية الزراعة والثروة الحيوانية من عام 1969 إلى عام 1974. كما عمل في جامعة سيزار فاليجو في منتصف العقد الأول من القرن الحادي والعشرين.
في انتخابات بلدية كوسكو عام 1966 ترشح جاليندو لمنصب عمدة مقاطعة كوسكو كجزء من التحالف بين التحالف الثوري الشعبي الأمريكي واتحاد أودريست الوطني، الذي فاز بنسبة 43.299٪ من الأصوات. بعد عشرين عامًا ترشح مرة أخرى لمنصب رئيس البلدية في انتخابات بلدية كوزكو لعام 1986. فاز بالمقعد مرة أخرى متغلبًا على مرشح اليسار المتحد دانيال استرادا. في الانتخابات العامة البيروفية عام 1990 ترشح لعضوية كونغرس جمهورية بيرو، لكنه فشل في الحصول على مقعد بعد حصوله على 1369 صوتًا فقط. في عام 2006 ترشح للكونغرس مرة أخرى على أمل تمثيل إدارة كوزكو، لكنه هُزم مرة أخرى بعد حصوله على 950 صوتًا.
توفي كارلوس تشكون جاليندو في ليما في 17 فبراير 2021 عن عمر يناهز 86 عامًا.